# 理念・VE-1
VE-1（ブイイー - ワン）は、広汽本田汽車が理念（エヴェラス、英語 : Everus）ブランドで製造・販売している中型SUVである。

## 概要
「VE-1」は、本田技研科技有限公司と広汽本田汽車が共同開発の中国向け初の量産型電気自動車である。

### 年表
2018年4月25日
北京モーターショーにて「理念 EV CONCEPT」を公開した。
2018年11月16日
広汽本田汽車が広州モーターショーにて「VE-1」を公開した。
2020年9月26日
広汽本田汽車が北京モーターショーにて「VE-1+」とスポーツモデルである「VE-1S+」を公開した。
2021年9月27日
「VE-1 TA」を発売した。